# Marxism Today
Marxism Today est une ancienne revue mensuelle fondée en 1957 et publiée à Londres. Éditée par le Parti communiste de Grande-Bretagne (PCGB), son lectorat était cependant constitué d'adhérents de tous les partis de gauche du Royaume-Uni, notamment en grande partie d'électeurs du Parti travailliste. 
Au sommet de son influence dans les années 1980, le périodique analyse et critique la politique de Margaret Thatcher, notamment à travers le concept de « thatchérisme » dont l'invention du terme lui est créditée, apparaissant pour la première fois dans le numéro de janvier 1979 du magazine,.
La revue cesse de paraître fin 1991, à la suite de la chute des régimes communistes en Europe puis de la dissolution du Parti communiste de Grande-Bretagne.
Longtemps soutien de Tony Blair et conduisant le mouvement « réformiste » à l'intérieur du PCGB, Marxism Today publie un tout dernier numéro de sa revue en 1998, sept ans après l'arrêt de sa parution. Très critique à l'égard du gouvernement Blair, cette dernière édition dénonce la « dérive libérale » que la revue identifie au sein du Parti travailliste et s'oppose à la politique menée par l'exécutif de l'époque,,.